# Romina poderosa
Romina poderosa es una serie de televisión colombiana de acción, drama, suspenso y deportes, creada por Rafael Acuña, dirigida por Rafael Martínez Moreno y producida por Caracol Televisión y Netflix.
Está protagonizada por Juanita Molina, Juan Manuel Guilera y David Palacio, con las participaciones antagónicas de Zharick León, Alejandro Buitrago y Kevin Bury. La serie se estrenó el 31 de mayo de 2023 por Caracol Televisión y finalizó el 11 de septiembre del mismo año.

## Sinopsis
Romina Poderosa cuenta la historia de una joven defensora de los más débiles y apasionada por el  downhill. Su vida da un giro inesperado al descubrir que tiene una hermana gemela llamada Laura. En medio de esta situación, la violencia le quitará a Romina lo que más ama, obligándola a dar un salto de vida tomando la identidad de su hermana. El cambio de roles, las emociones del deporte extremo, las intrigas, los desamores, todo combinado con mucha acción, son los atractivos de esta serie.

## Reparto
Parte del elenco de la serie fue confirmada a través de la revista Vida Moderna el 8 de septiembre de 2022.
- Juanita Molina como Romina Páez Gómez "Romina Poderosa" / Romina Vélez Páez  / Laura Vélez Galindo / Laura Vélez Páez
- Juan Manuel Guilera como Santiago Moya Marcos
- David Palacio como Cristóbal Ruiz Santana "Calidoso"
- Zharick León como Virginia Galindo de Vélez "El Don" / Virginia Sinisterra Galindo
- Melissa Zapata como Virginia Galindo de Vélez / Virginia Sinisterra Galindo (joven)
- Alejandro Buitrago como Marlon Michigan Chitiva Coscuez
- Kevin Bury como Douglas Leonardo "Leo" Chitiva Coscuez
- María Luisa Flores como Yesenia Páez Gómez
- Valeria Galviz como Yesenia Páez Gómez (joven)
- Emmanuel Esparza como Sergio Vélez Santamaría
- Mike Fajardo como Sergio Vélez Santamaría (joven)
- Nicolás Quiroga como Bernando "Benny" Chitiva Coscuez
- Alisson Joan como Nayibe Juliana Virviescas
- Erik Rodríguez como Edwin Dimitri Guarín Hinestroza
- Emmanuel Restrepo como Estiven Triviño
- José Restrepo como Gregorio Restrepo "Gregor" "McGregor"
- Jorge Herrera como Nelson Robledo
- Amparo Conde como Miryam Fonseca Bolaños de Robledo "Doña Miryam"
- Leo Sosa Fuentes como Robinson Buitrago
- Valeria Caicedo como Yaqueline "Yaquie" Buitrago
- Rafael Martínez como Nixon Alirio Virviescas
- Xiomara Galeano como Nidia de Virviescas "Doña Nidia"
- Germán Rojas como Carloncho
- Camila Rojas como Alex Bedoya
- Sofía Estrada como Mariana Villalba
- Maximiliano Ghione como Abelardo Moya Sáenz
- Paula Barreto como Diana Marcos de Moya
- Fernando Arévalo como Rubén Granados
- Juan Fernando Sánchez como Juan Manuel Moya
- Julio Pachón como Horacio Cifuentes
- David González como Iglesias
- Juan David Galindo como José Landines
- Javier Gardeazábal como Elkin Marchena
- Jason Lizarazo como "El Puente"
- Diego Peláez como Pablo Henao
- Juan Sebastián Parada como Paco
- Sebastián Moya como Tato
- Brandon Figueredo como Anderson
- María Fernanda Afanador como Ana "Anita"
- Sebastián Gutiérrez como Darwin Erwin Yair Cotes "Champion"
- Eliana Diosa como Mayerli Corso
- Inés Prieto como Gilma Galindo
- Diego Sarmiento como Kai Kai